# Strażnica WOP Podgrodzie
Strażnica WOP Podgrodzie – podstawowy pododdział graniczny Wojsk Ochrony Pogranicza pełniący służbę ochronną na granicy polsko-niemieckiej.

## Formowanie i zmiany organizacyjne
Strażnica została sformowana w 1945 w strukturze 14 komendy odcinka jako 68 strażnica WOP (Althangen) o stanie 56 żołnierzy. Kierownictwo strażnicy stanowili: komendant strażnicy, zastępca komendanta do spraw polityczno-wychowawczych i zastępca do spraw zwiadu. Strażnica składała się z dwóch drużyn strzeleckich, drużyny fizylierów, drużyny łączności i gospodarczej. Etat przewidywał także instruktora do tresury psów służbowych oraz instruktora sanitarnego.
27 października 1947 została przeniesiona 69 strażnica WOP z m. Brzózki Małe do Podgrodzia. 
Od 15 marca 1954 wprowadzono nową numerację strażnic, a strażnica III kategorii otrzymała nr 68 w skali kraju.
W maju 1956 68 strażnica WOP Podgrodzie została rozwiązana, a odcinek przekazano 67 strażnicy Karszno.

## Ochrona granicy
Strażnice sąsiednie:
67 strażnica WOP Alberchsdorf, 69 strażnica WOP Rammer - 1946

## Dowódcy strażnicy
- ppor. Mieczysław Jankowski (był 10.1946)[b].
- ppor. Józef Ponichtera (1952–?)
- por. Klemens Czyż (1954–1956)